# 加賀山泰毅
加賀山 泰毅（かがやま たいき、1996年5月14日 - ）は、大阪府出身のサッカー選手。ポジションはFW。

## クラブ歴
小学生時代には京都サンガF.C.U-12SPコースに在籍。
JFAアカデミー福島の4期生で、関西大学に進学した。
2019年にウッコネンのムサン・サラマに加入。同年夏にヴェイッカウスリーガのコッコラン・パロヴェイコトに移籍。
2020年に同じくヴェイッカウスリーガのFCインテル・トゥルクに移籍。
2022年1月29日、マレーシアのサバFCに移籍。